# كرة القاعدة في فنزويلا

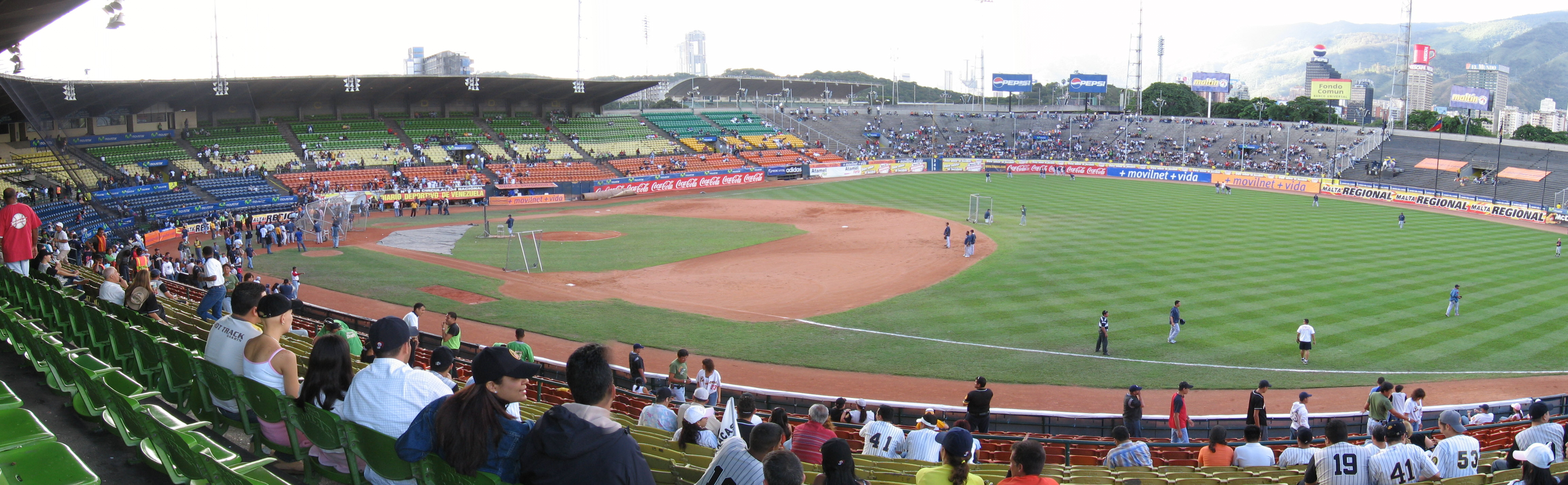

تنحدر  البيسبول في فنزويلا من التأثير الثقافي لشركات النفط الأمريكية في أوائل القرن العشرين ، وهي الرياضة الرائدة في البلاد. إن دوري البيسبول المحترف الفنزويلي (VPBL) هو دوري شتوي تم تأسيسه في عام 1945 ، مع فريق ليونز ديل كاراكاس. ومن بين الفرق الأخرى في النادي نادي فالنسيا نافيغانتس ديل ماجالانيس الذي تأسس عام 1917. وهناك دوري صيفي فنزويلي أنشئ في عام 1997 ويتألف من فرق منتسبة إلى أندية دوري البيسبول الرئيسي (MLB). الدوري الاسباني لكرة القدم هو دوري شتاء فنزويلي ثانوي، حيث تعمل الفرق كفرق زراعية لنوادي VPBL.
وقد فازت الفرق الفنزويلية في سلسلة الكاريبي عدة مرات. فاز فريق البيسبول الوطني في فنزويلا بكأس العالم للبيسبول عدة مرات في أربعينيات القرن العشرين، وبطولة البيسبول في دورة ألعاب عموم أمريكا عام 1959. وقد احتل الفريق المركز السابع في بطولة العالم الكلاسيكية للبيسبول والثالثة في حدث، لكنه انخفض إلى المركز العاشر في حدث.
لعب أكثر من 350 فنزويلي في دوري البيسبول الرئيسي منذ عام 1939 ، مع 59 فنزويليين يلعبون في MLB اعتبارا من يوم الافتتاح 2014 ، وهو ثاني أكثر من أي دولة (بعد جمهورية الدومينيكان). تأسست جائزة لويس أباريسيو في عام 2004 ، تكريماً لـ لويس أباريسيو، لاعب كرة القدم الفنزويلي الوحيد الذي تم إدخاله في قاعة مشاهير البيسبول الوطنية في كوبرزتاون، نيويورك. تمنح الجائزة سنوياً لتكريم اللاعب الفنزويلي الذي سجل أفضل أداء فردي في دوري البيسبول الرئيسي، كما تم التصويت عليه من قبل الصحفيين الرياضيين في فنزويلا.
حافظت ست فرق MLB على أكاديميات التدريب في فنزويلا في عام 2010 ، بانخفاض من 21 في عام 2002. الأسباب المحتملة لهذا الانخفاض تشمل العلاقات المتوترة بين الولايات المتحدة وفنزويلا والوجود المتزايدلفرق MLB في البلاد مما يخلق المزيد من المنافسة على المواهب هناك.
أثرت معدلات الجريمة العالية السائدة في بعض أجزاء فنزويلا في بعض الأحيان على المشاركين في لعبة البيسبول. في نوفمبر / تشرين الثاني 2011 ، اختُطف ويلسون راموس، وهو من مواطني واشنطن الوطنية، بينما كان يلعب في منزله مع فريقه في فنزويلا الشتوية، تيغريس دي أراغوا. وبعد يومين تم إنقاذه دون أن يصاب بأذى من قبل كوماندوس الشرطة في جبال ولاية كارابوبو. تم القبض على ثمانية أشخاص فيما يتعلق بالاختطاف.
كان هناك 9 فنزويليين من أصل 50 لاعبًا مشاركًا في بطولة العالم الرئيسية لبطولة البيسبول لعام 2012.